# Židlochovický zámecký park
Židlochovický zámecký park este o arie protejată (arie specială de conservare — SAC, sit de importanță comunitară — SCI) din Republica Cehă întinsă pe o suprafață de 23,1 ha, integral pe uscat.

## Localizare
Centrul sitului Židlochovický zámecký park este situat la coordonatele 49°01′59″N 16°36′37″E / 49.033056°N 16.610278°E.

## Înființare
Situl Židlochovický zámecký park a fost declarat sit de importanță comunitară în aprilie 2005 pentru a proteja 1 specie de animale. Situl a fost protejat și ca arie specială de conservare în iunie 2016.

## Biodiversitate
Situată în ecoregiunea panonică, aria protejată nu include niciun habitat protejat.
La baza desemnării sitului se află o specie protejată de  nevertebrate: Osmoderma eremita.